# Cal (Unix)
A cal egy standard Unix program, amely kiír egy ASCII naptárt a megadott hónapra vagy évre. Ha a felhasználó nem adja meg az opciót, akkor a  cal program kiírja az aktuális hónapot.

## Példák
```
$ 
cal

    October 2008
Su Mo Tu We Th Fr Sa
          1  2  3  4
 5  6  7  8  9 10 11
12 13 14 15 16 17 18
19 20 21 22 23 24 25
26 27 28 29 30 31
```

```
$ 
cal 1992

                              1992
```

```
      January               February               March
 S  M Tu  W Th  F  S   S  M Tu  W Th  F  S   S  M Tu  W Th  F  S
          1  2  3  4                     1   1  2  3  4  5  6  7
 5  6  7  8  9 10 11   2  3  4  5  6  7  8   8  9 10 11 12 13 14
12 13 14 15 16 17 18   9 10 11 12 13 14 15  15 16 17 18 19 20 21
19 20 21 22 23 24 25  16 17 18 19 20 21 22  22 23 24 25 26 27 28
26 27 28 29 30 31     23 24 25 26 27 28 29  29 30 31
```

```
       April                  May                   June
 S  M Tu  W Th  F  S   S  M Tu  W Th  F  S   S  M Tu  W Th  F  S
          1  2  3  4                  1  2      1  2  3  4  5  6
 5  6  7  8  9 10 11   3  4  5  6  7  8  9   7  8  9 10 11 12 13
12 13 14 15 16 17 18  10 11 12 13 14 15 16  14 15 16 17 18 19 20
19 20 21 22 23 24 25  17 18 19 20 21 22 23  21 22 23 24 25 26 27
26 27 28 29 30        24 25 26 27 28 29 30  28 29 30
                      31
        July                 August              September
 S  M Tu  W Th  F  S   S  M Tu  W Th  F  S   S  M Tu  W Th  F  S
          1  2  3  4                     1         1  2  3  4  5
 5  6  7  8  9 10 11   2  3  4  5  6  7  8   6  7  8  9 10 11 12
12 13 14 15 16 17 18   9 10 11 12 13 14 15  13 14 15 16 17 18 19
19 20 21 22 23 24 25  16 17 18 19 20 21 22  20 21 22 23 24 25 26
26 27 28 29 30 31     23 24 25 26 27 28 29  27 28 29 30
                      30 31
      October               November              December
 S  M Tu  W Th  F  S   S  M Tu  W Th  F  S   S  M Tu  W Th  F  S
             1  2  3   1  2  3  4  5  6  7         1  2  3  4  5
 4  5  6  7  8  9 10   8  9 10 11 12 13 14   6  7  8  9 10 11 12
11 12 13 14 15 16 17  15 16 17 18 19 20 21  13 14 15 16 17 18 19
18 19 20 21 22 23 24  22 23 24 25 26 27 28  20 21 22 23 24 25 26
25 26 27 28 29 30 31  29 30                 27 28 29 30 31
```

## Tulajdonságok
```
$ 
cal 9 1752

  September 1752
 S  M Tu  W Th  F  S
       1  2 14 15 16
17 18 19 20 21 22 23
24 25 26 27 28 29 30
```

1752 szeptemberében a Brit Királyság bevezette a Gergely-naptár használatát. Ennek hatására a naptárban 11 nap ki lett hagyva (nem jelenik meg).